# Michal Sendivoj ze Skorska
Michal Sendivoj ze Skorska (polsky Michał Sędziwój; 2. února 1566 Łukowica – mezi 20. květnem a 12. srpnem 1636 Kravaře, některé zdroje udávají datum smrti 18. srpna 1636) byl polský šlechtic, alchymista, filosof a lékař.

## Život
Narodil se v chudé polské šlechtické rodině. Už během univerzitních studií (Lipsko, Vídeň, Altdorf) se začal zabývat alchymií a navázal kontakt s mnohými alchymisty. I z tohoto důvodu začal působit v Praze mj. i na dvoře císaře Rudolfa II. Zde také v roce 1599 údajně zneužil důvěry pražského měšťana Ludvíka Korálka z Těšína a byl za to odsouzen a krátce uvězněn. Počátkem roku 1604 v Praze publikoval jedno ze svých alchymistických děl Tractatus de Lapide Philosophorum – Novum Lumen Chymicum. Další jeho práce vyšly v Paříži, Kolíně nad Rýnem a Štrasburku. V Praze také údajně v roce 1604 před očima císaře Rudolfa II. provedl úspěšnou transmutaci.
Ve své době se proslavil nejen u široké veřejnosti, ale i mezi kolegy alchymisty. Jeho alchymické práce později podrobně studoval například Isaac Newton. Později působil v diplomatických službách a žil ve Vídni a v Polsku. Velmi zbohatl a v době stavovského povstání zachoval věrnost Habsburkům, kterým půjčoval peníze. 29. července 1630 císař Ferdinand II. věnoval Michalovi Sendivojovi místo splacení dluhu Kravaře na Opavsku, které byly po roce 1628 konfiskovány Macákům z Ottenburku. Poslední léta jeho života byla vyplněna častými spory se sousedy a poddanými. V Kravařích také jako sedmdesátiletý zemřel.
Michal Sendivoj byl ženatý s Veronikou Stieberovou, se kterou měl pravděpodobně tři děti. Syn Kryštof Michal (* 1593) žil ještě v roce 1669 na Krnovsku. Dcera neznámého jména se v roce 1621 provdala za polského šlechtice Jana Kozlowského. Druhá dcera Veronika Marie se provdala za Jakuba von Eichendorff, prapředka německého romantického básníka Josepha von Eichendorff.

Podle Josefa Zukala byl Michael Sendivoj pohřben patrně v minoritském kostele svatého Ducha v Opavě, kde si přála být pohřbena i jeho dcera Veronika Marie, která zemřela rok po svém otci.

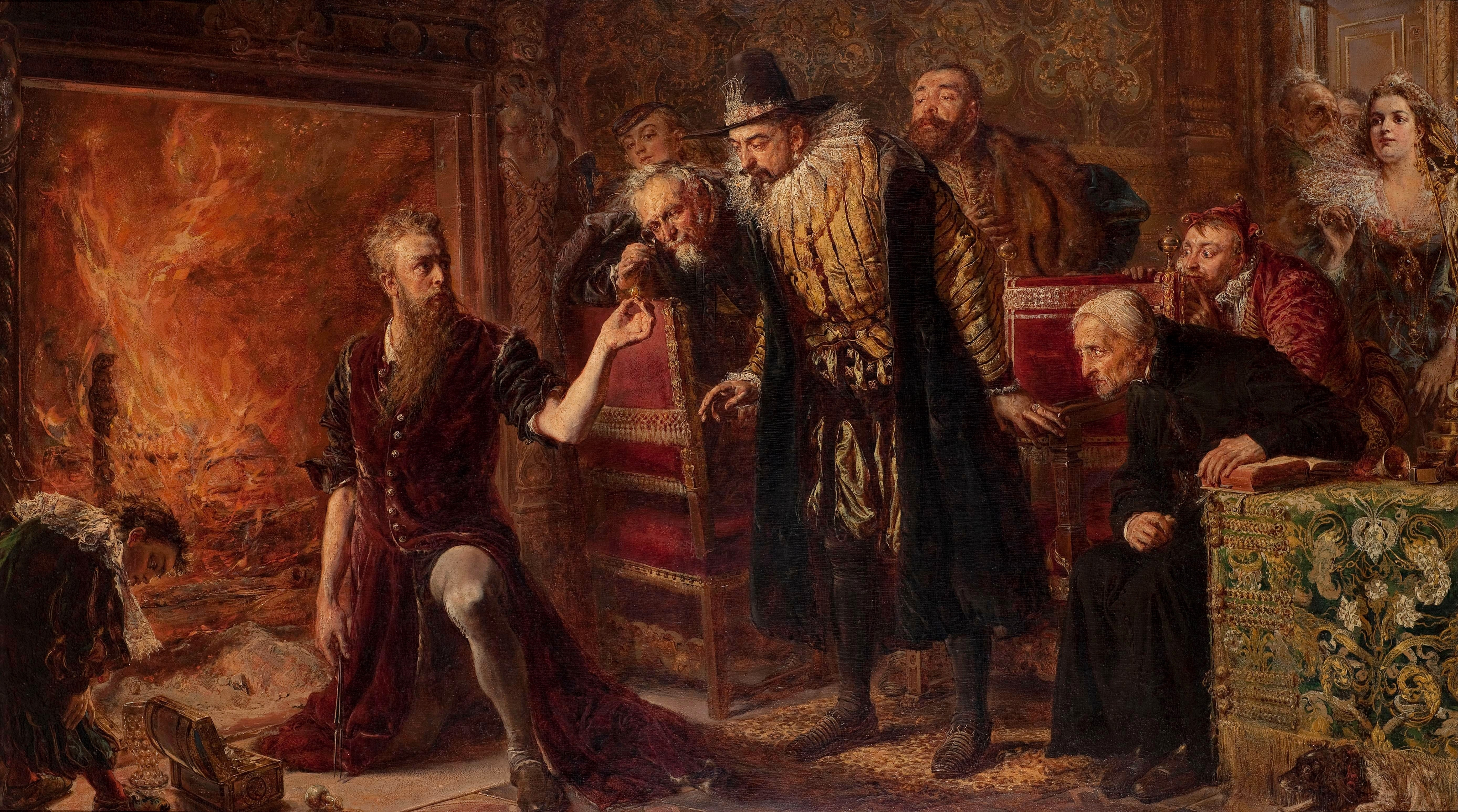
Alchymista Michal Sendivoj ze Skorska na obraze Jana Matejka